# Gelbbauch-Zwergspecht

Verbreitungsgebiet des Gelbbauch-Zwergspechtes

Der Gelbbauch-Zwergspecht (Picumnus castelnau) ist eine Vogelart aus der Gattung der Zwergspechte (Picumnus) aus der Familie der Spechte (Picidae).
Der Vogel kommt im Amazonasbecken entlang großer Flüsse und in Flussauen am Río Ucayali und Amazonas im äußersten Westen Brasiliens, im Südosten Kolumbiens und im Osten Perus vor.
Der Lebensraum umfasst Wälder mit Ameisenbäumen, Galeriewald, auch Sekundärwald und Flussinseln.
Der Artzusatz bezieht sich auf François Louis Nompar de Caumont de La Force, Graf von Castelnau.

## Merkmale
Die Art ist 8–10 cm groß, wiegt etwa 11 g. Beide Geschlechter sind schlicht gefärbt ohne Flecken oder Bänderung. Charakteristisch ist die komplett schwarze Kopfkappe beim Weibchen und das Fehlen weißer Flecken beim Männchen, bei dem lediglich die Stirn rot gefleckt ist. Der Scheitel seitlich und der Nacken sind weißlich, angedeutet schwärzlich gebändert oder gefleckt. Zügel und Nasenhaut sind weiß oder gelblich-weiß. Die Ohrdecken sind hellbraun mit etwas grau und weiß. Die Oberseite ist grau-oliv, die Flügel sind braun, die Flügeldecken und Armschwingen haben grünlich-gelbe Ränder. Die Steuerfedern sind schwarz, das innere Paar und die drei äußeren haben weiß auf den Innenseiten. Die Unterseite ist matt weiß oder gelblich-weiß. Die Iris ist braun, der Schnabel schwarz mit blau-grauer Basis am Unterschnabel. Die Füße sind grünlich-gelb bis bläulich-grau.
Beim Weibchen fehlt das Rot am Kopf, Jungvögel sind matter und deutlich gebändert sowohl oben als auch unten.
Das Verbreitungsgebiet des Vogels überlappt großflächig (Sympatrie) mit dem des Goldstirn-Zwergspechts (Picumnus aurifrons), der aber mehr olivfarben auf der Ober- und deutlicher gelb auf der Unterseite ist, außerdem deutlich an der Brust gebändert und am Bauch gestrichelt ist. Ähnlich sieht auch der Cuzcozwergspecht (Picumnus subtilis) aus, allerdings überlappen sich hier die Lebensräume nicht.

## Geografische Variation
Die Art ist monotypisch.

## Stimme
Der Ruf des Männchens wird als hoher, sehr schneller, dünner fallender Triller über 2 Sekunden „tree’e’e’e’e’e“ beschrieben, der Warnruf als quäkend, die Art trommelt auch.

## Lebensweise
Die Nahrung besteht aus sehr kleinen Insekten, die wipfelnah auf kleinen Zweigen meist 6–15 m über dem Erdboden, gelegentlich aber auch im Dickicht bodennah gesucht werden. Dabei hüpft der Vogel geschickt in den Zweigen umher, einzeln oder paarweise, oft auch zusammen mit gemischten Jagdgemeinschaften. Gelegentlich kann er auch in verwilderten Gärten und Weiderändern angetroffen werden.

## Gefährdungssituation
Der Bestand gilt als „nicht gefährdet“ (least Concern).